# Димченко Сергій Євгенович
Сергій Євгенович Димченко (23 серпня 1967) — радянський та український легкоатлет, спеціаліст зі стрибків у висоту. Виступав за збірні СРСР та України з легкої атлетики у 1989—2001 роках, переможець та призер першостей національного значення, учасник літніх Олімпійських ігор у Сіднеї.

## Біографія
Сергій Димченко народився 23 серпня 1967 року. Представляв Київ та Українську РСР.
Уперше заявив про себе у стрибках у висоту на дорослому всесоюзному рівні у сезоні 1989 року, коли з результатом 2,29 метра виграв бронзову медаль на зимовому чемпіонаті СРСР у Гомелі. Потрапивши до складу радянської збірної, виступив на чемпіонаті світу у приміщенні у Будапешті, де посів підсумкове дев'яте місце (2,28).
В 1990 став срібним призером на чемпіонаті СРСР у Києві (2,25), був шостим на Іграх доброї волі в Сіетлі (2,27) і четвертим на чемпіонаті Європи в Спліті (2,31). Також у вересні на змаганнях у Києві встановив свій особистий рекорд у стрибках у висоту на відкритому стадіоні — 2,37 метра.
У 1991 році з особистим рекордом 2,31 здобув перемогу на зимовому чемпіонаті СРСР у Волгограді, тоді як на чемпіонаті світу в приміщенні в Севільї стрибнув на 2,10 і у фінал не вийшов. На літньому чемпіонаті країни, що пройшов у рамках X літньої Спартакіади народів СРСР у Києві, отримав срібну нагороду (2,32). Будучи студентом, представляв Радянський Союз на Універсіаді у Шеффілді, де у своїй дисципліні став четвертим (2,25). Брав участь у чемпіонаті світу в Токіо — з результатом 2,20 не зміг подолати попередній кваліфікаційний етап.
Деякий час після розпаду СРСР Димченко не показував значних результатів на великих турнірах, але 1999 року повернувся до еліти — став чемпіоном України у стрибках у висоту, на змаганнях у Білій Церкві показав досить високий результат — 2,31. У складі української національної збірної брав участь у чемпіонаті світу у Севільї, де стрибнув на 2,23 метра і до фіналу не вийшов.
Завдяки низці вдалих виступів удостоївся права захищати честь країни на літніх Олімпійських іграх 2000 року в Сіднеї — у фіналі стрибків у висоту показав результат 2,29 метра, розташувавшись у підсумковому протоколі змагань на дев'ятому місті.
Після сіднейської Олімпіади Сергій Димченко залишився чинним спортсменом ще на один олімпійський цикл і продовжив брати участь у найбільших міжнародних стартах. Так, у 2001 році він став восьмим на чемпіонаті світу в приміщенні в Лісабоні (2,25), взяв участь у чемпіонаті світу в Едмонтоні (2,25).
Завершив спортивну кар'єру після закінчення сезону 2004.